# 延陵县 (西晋)
延陵县，西晋时设置的县。治所在今江苏省丹阳市境。
太康二年（281年），以曲阿县的延陵乡置，属晋陵郡。隋朝时，为润州治所。唐朝武德三年（620年），别置，隶茅州，后隶蒋州。武德八年（625年），金山县并入。武德九年（626年），来属润州。垂拱四年（688年），又划出金山县。后属丹阳郡。北宋熙宁五年（1072年），省延陵县为镇，并入丹阳县。